# Ronald I. Spiers
Ronald Ian Spiers (* 9. Juli 1925 in Orange, New Jersey; † 24. Juni 2021) war ein US-amerikanischer Diplomat, der unter anderem zwischen 1983 und 1989 Under Secretary of State for Management sowie anschließend von 1989 bis 1992 Untergeneralsekretär der Vereinten Nationen war.

## Leben
Spiers engagierte sich während des Schulbesuchs bei den Boy Scouts of America und wurde 1943 mit der höchsten Ehrung, dem Titel Eagle Scout, geehrt.  Nach dem Eintritt der Vereinigten Staaten in den Zweiten Weltkrieg trat er 1943 in die US Navy ein und leistete bis 1946 seinen Kriegsdienst. Anschließend begann er ein Studium am Dartmouth College, das er 1948 mit einem Bachelor of Arts (B.A.) abschloss. Ein postgraduales Studium im Fach Verwaltungswissenschaft an der Princeton University beendete er 1950 mit einem Master of Public Administration (MPA).
Danach begann Spiers 1950 seine berufliche Laufbahn bei der US Atomic Energy Commission und war dort bis 1954 als außenpolitischer Fachmann tätig. 1955 trat er in das US-Außenministerium ein und war dort zwischen 1961 und 1962 Mitarbeiter in der Agentur für Rüstungskontrolle und Abrüstung ACDA (Arms Control and Disarmament Agency) sowie anschließend von 1962 bis 1966 Politisch-Militärischer Berater im NATO-Referat. Nachdem er zwischen 1966 und 1968 Botschaftsrat für politisch-militärische Angelegenheiten an der Botschaft im Vereinigten Königreich war, fungierte er von 1968 bis 1969 als Politischer Berater im Außenministerium und war zuletzt ab dem 15. August 1968 Deputy Assistant Secretary for Politico-Military Affairs.
Am 18. Januar 1969 wurde Spiers erster Assistant Secretary of State for Political-Military Affairs und war als solcher bis zum 2. August 1973 Leiter des Referats für politisch-militärische Angelegenheiten. Sein Nachfolger wurde daraufhin am 6. August 1973 Seymour Weiss, während er selbst am 7. September 1973 erster Botschafter der Vereinigten Staaten auf den Bahamas wurde. Auf diesem Posten blieb er bis zum 2. September 1974 und wurde dann am 11. September 1974 abermals durch Seymour Weiss abgelöst. Danach fungierte er zwischen 1974 und 1977 als Ständiger Vertreter des Botschafters im Vereinigten Königreich und übernahm danach am 12. Juli 1977 von William B. Macomber, Jr. das Amt als Botschafter der Vereinigten Staaten in der Türkei und verblieb auf diesem Posten bis zum 11. Januar 1980. Sein dortiger Nachfolger wurde James W. Spain.
Spiers wurde anschließend am 28. Januar 1980 Nachfolger von William G. Bowdler als Director of the Bureau of Intelligence and Research und war damit Leiter des Referates für Geheimdienste und Forschung (Bureau of Intelligence and Research), einer unmittelbar dem Vizeaußenminister unterstehenden Verwaltungseinheit. Er übte dieses Amt bis zum 4. Oktober 1981 aus und wurde danach durch Hugh Montgomery abgelöst. Danach wurde er am 29. Oktober 1981 Nachfolger von Arthur W. Hummel, Jr. Botschafter der Vereinigten Staaten in Pakistan und bekleidete diesen diplomatischen Posten bis zum 27. Oktober 1983. Sein Nachfolger wurde Deane R. Hinton.
Am 23. November 1983 wurde Spiers von US-Präsident Ronald Reagan zum Unterstaatssekretär im Außenministerium für Verwaltung (Under Secretary of State for Management) ernannt und damit zum Nachfolger von Jerome W. Van Gorkom. Er übte dieses Amt auch unter Reagans Nachfolger George H. W. Bush bis zum 15. Mai 1989 aus und wurde während dieser Zeit von Präsident Reagan am 29. September 1984 mit dem Titel eines Career Ambassador ausgezeichnet.
Im Anschluss fungierte er zwischen 1989 und 1992 als Untergeneralsekretär der Vereinten Nationen für politische Angelegenheiten. Aus seiner am 18. Juni 1949 geschlossenen Ehe mit Patience Baker gingen drei Töchter und ein Sohn hervor.